# Englische Frauen-Cricket-Nationalmannschaft in Australien und Neuseeland in der Saison 1948/49
Die Tour der englischen Frauen-Cricket-Nationalmannschaft nach Australien und Neuseeland in der Saison 1948/49 fand vom 14. Januar 1949 bis zum 29. März 1949 statt. Die internationale Cricket-Tour war Bestandteil der Internationalen Cricket-Saison 1948/49 und umfasste drei WTests gegen Australien und einen gegen Neuseeland. Australien gewann die Serie mit 1–0 und erreichte damit erstmals ein Seriensieg gegen England. England gewann die WTest-Serie gegen Neuseeland 1–0.

## Vorgeschichte
Ursprünglich sollte diese Tour in der Saison 1939/40 stattfinden, kam jedoch auf Grund des Ausbruchs des Zweiten Weltkriegs nicht zu Stande. Die letzte Tour zwischen England und Australien in der Saison 1937 statt. Australien bestritt zuletzt in der Saison 1947/48 eine Tour in Neuseeland.
Insgesamt waren noch vier Frauen im englischen Team, die 14 Jahre zuvor die erste Tour in Australien und Neuseeland bestritten hatten. Die Teilnehmerinnen mussten jeweils 200 GBP für die Reise bezahlen, auch wenn einige von ihnen  Förderungen erhielten. Die Schiffsreise startete in Tilbury auf einem überfüllten Schiff und beinhaltete einen Zwischenstopp in Ceylon. Dort bestritten sie ein Tour Match, bevor sie nach Perth weiterreisten. In den nächsten beiden Monaten bestritt das Team Tour Matches und nahm an mehreren sozialen Verpflichtungen teil.

## WTest-Serie gegen Australien

### Stadien
Die folgenden Stadien wurden für die Tour ausgewählt.
| Stadion                  | Stadt     | Kapazität | Spiele   |
| ------------------------ | --------- | --------- | -------- |
| Adelaide Oval            | Adelaide  |           | 1. WTest |
| Melbourne Cricket Ground | Melbourne |           | 2. WTest |
| Sydney Cricket Ground    | Sydney    |           | 3. WTest |

### Kaderlisten
Die folgenden Kader kamen bei der Tour zum Einsatz.
| WTest | WTest |
| Australien | England |
| --- | --- |
| - Mollie Dive (K) - Myrtle Baylis - Joyce Christ - Molly Flaherty - Amy Hudson - Lorna Larter (wk) - Flo McClintock - Una Paisley - Joan Schmidt - Alma Vogt - Norma Whiteman - Betty Wilson | - Molly Hide (K) - Mary Duggan - Mary Johnson - Megan Lowe - Myrtle Maclagan - Dorothy McEvoy - Netta Rheinberg - Cecilia Robinson - Hazel Sanders - Betty Snowball (wk) - Eileen Whelan - Wilkie Wilkinson - Barbara Wood |

### Tests

#### Erster WTest in Adelaide
| 15. – 18. Januar Scorecard | Adelaide | Australien 213 (81.3) & 173-5d (71) | – | England 72 (84.5) & 128 (62.3) |
|                            |          | Australien gewinnt mit 186 Runs     |   |                                |

Australien gewann den Münzwurf und entschied sich als Schlagmannschaft zu beginnen. Nachdem Australien früh drei Wickets verloren, konnten Una Paisley und Betty Wilson eine Partnerschaft aufbauen. Paisley schied nach 48 Runs aus und an der Seite von Wilson erreichte Joyce Christ 12 Runs. Wilson schied dann nach einem Century über 111 Runs aus und das Innings endete nach 213 Runs. Beste Bowlerin für England war Molly Hide mit 3 Wickets für 24 Runs. Für England konnte sich Cecilia Robinson etablieren, bevor der Tag beim Stand von 21/2 endete. Nach einem Ruhetag konnte sich keine Spielerin an der Seite von Robinson etablieren und als sie das letzte Wicket des Innings nach 34 Runs verlor, hatte England einen Rückstand von 141 Runs. Beste australische Bowlerin war Betty Wilson mit 6 Wickets für 23 Runs. Für Australien bildeten die Eröffnungs-Batterinnen Joan Schmidt und Amy Hudson eine erste Partnerschaft. Schmidt schied nach 12 Runs aus und an der Seite von Hudson erreichten Una Paisley 29, Betty Wilson 22 und Flo McClintock 11 Runs. Kurz darauf endete der Tag beim Stand von 173/5. Am dritten Tag deklarierte Australien das Innings und England hatte eine Vorgabe von 315 Runs. Beste englische Bowlerin war Myrtle Maclagan mit 2 Wickets für 42 Runs. Für England bildeten Myrtle Maclagan und Cecilia Robinson eine erste Partnerschaft. Maclagan schied nach 10 Runs aus und die ihr folgende Molly Hide erreichte 30 Runs. Kurz darauf verlor auch Robinson nach 14 Runs ihr Wicket. Als Nächstes konnte sich Mary Duggan etablieren und an ihrer Seite Hazel Sanders 10 Runs erreichen. Nachdem Duggan ihr Wicket nach 24 Runs verlor bildeten Megan Lowe und Mary Johnson eine weitere Partnerschaft. Johnson schied nach 11 Runs aus, während Lowe das Innings ungeschlagen mit 13* Runs beendete, was jedoch nicht ausreichte, um die Vorgabe einzuholen. Beste australische Bowlerinnen waren Norma Whiteman mit 4 Wickets für 33 Runs und Betty Wilson mit 3 Wickets für 39 Runs.

#### Zweiter WTest in Melbourne
| 28. – 31. Januar Scorecard | Melbourne | Australien 265 (112.1) & 158-4d (42) | – | England 118 (81.1) & 171-7 (112) |
|                            |           | Remis                                |   |                                  |

Australien gewann den Münzwurf und entschied sich als Schlagmannschaft zu beginnen. Für sie bildete die Eröffnungs-Batterinnen Joan Schmidt und Amy Hudson eine Partnerschaft. Nachdem Hudson nach 39 Runs ausschied und Mollie Dive 10 Runs erreichte, kam Una Paisley ins Spiel. Schmidt schied dann nach 21 Runs aus und Betty Wilson erreichte 33 Runs. Sie wurden gefolgt von Flo McClintock, bevor Paisley ihr Wicket nach 23 Runs verlor. McClintock schied dann nach 20, Lorna Larter 17 und Joyce Christ 42 Runs, bevor Norma Whiteman nach 30 Runs das letzte Wicket des Innings verlor. Damit endete auch der erste Tag. Beste englische Bowlerin war Megan Lowe mit 3 Wickets für 34 Runs. Am zweiten Tag begannen für England Myrtle Maclagan und Cecilia Robinson. Maclagan schied nach 36 Runs aus und wurde gefolgt von Molly Hide die 12 Runs erreichte. Daraufhin verlor England zahlreiche frühe Wickets, bevor Robinson mit Mary Johnson eine weitere Partnerin fand. Robinson schied dann nach 41 Runs aus und Johnson nach 11 Runs. Beim Fall des letzten Wickets des Innings hatte England einen Rückstand von 147 Runs. Beste australische Batterinnen waren Betty Wilson mit 4 Wickets für 25 Runs, Amy Hudson mit 3 Wickets für 9 Runs und Una Paisley mit 3 Wickets für 10 Runs. Für Australien bildeten dann Betty Wilson und Mollie Dive eine Partnerschaft und beendeten den Tag beim Stand von 106/2. Nach einem Ruhetag schied Dive nach einem Fifty über 71 Runs aus und kurz darauf Betty Wilson nach einem Half-Century über 74 Runs. Daraufhin erzielte Norma Whiteman noch 14* Runs, bis Australien sein Innings deklarierte. Beste englische Bowlerin war Myrtle Maclagan mit 3 Wickets für 69 Runs. Myrtle Maclagan eröffnete auch am Schlag für die Engländerinnen und fand mit Molly Hide eine Partnerin. Hide schied nach einem Fifty über 51 Runs aus und nachdem Wilkie Wilkinson 13 Runs erzielte konnte sich keine weitere Spielerin an der Seite von Maclagan etablieren. Maclagan verlor dann ihr Wicket nach 77 Runs und der Tag und damit das Spiel endete beim Stand von 171/7 mit einem Remis. Beste australische Bowlerinnen waren mit jeweils 2 Wickets für 37 Runs Betty Wilson und Amy Hudson.

#### Dritter WTest in Sydney
| 19. – 22. Februar Scorecard | Sydney | England 172 (97.1) & 205-4 (115) | – | Australien 272 (133) |
|                             |        | Remis                            |   |                      |

England gewann den Münzwurf und entschied sich als Schlagmannschaft zu beginnen. Für sie bildete Eröffnungs-Batterin Cecilia Robinson mit der dritten Schlagfrau Molly Hide eine Partnerin. Robinson schied nach 19 Runs aus und Wilkie Wilkinson erreichte nach ihr 27 Runs. Für sie kam Betty Snowball ins Spiel, bevor Hide nach einem Fifty über 63 Runs ihr Wicket verlor. Snowball schied nach 10 Runs aus und von den verbliebenen Batterinnen konnte Hazel Sanders 20 Runs erzielen. Beste australische Bowlerin war Amy Hudson mit 3 Wickets für 11 Runs. Für Australien begannen Joan Schmidt und Amy Hudson. Schmidt schied nach 21 Runs aus und Hudson beendete zusammen mit Una Paisley den Tag beim Stand von 32/1. Nach einem Ruhetag verlor Paisley nach 45 Runs ihr Wicket und wurde gefolgt durch Betty Wilson. Hudson erreichte dann ein Fifty über 55 Runs und Wilson schied nach 28 Runs aus. Daraufhin bildeten Lorna Larter und Dot Laughton eine weitere Partnerschaft. Larter schied nach 14 Runs aus und nachdem Joyce Christ 21 Runs erzielte, formte Laughton mit Norma Whiteman eine weitere Partnerschaft. Laughton schied dann nach 47 Runs aus und Whiteman beendete das Innings ungeschlagen mit 21* Runs. Beste englische Bowlerin war Myrtle Maclagan mit 4 Wickets für 67 Runs. Für England konnten sich dann Myrtle Maclagan und Cecilia Robinson etablieren, bevor der Tag beim Stand von 16/0. Am dritten Spieltag schied Maclagan nach 19 Runs aus und an der Seite von Robinson etablierte sich Molly Hide. Nachdem Robinson nach 30 Runs ihr Wicket verlor gelangen Betty Snowball 22 Runs. Hide beendete den Tag ungeschlagen mit einem Century über 124 Runs und brachte das Spiel damit zu einem Remis. Die australischen Wickets erzielten Norma Whiteman, Myrtle Baylis und Una Paisley.

### Statistiken
Die folgenden Cricketstatistiken wurden bei dieser Tour erzielt.
| Tests           | Tests      | Tests   | Tests   | Tests   | Tests   | Tests   | Tests   | Tests   |
| Batting         | Batting    | Batting | Batting | Batting | Batting | Batting | Batting | Batting |
| Spieler         | Mannschaft | Spiele  | Innings | Runs    | Average | HS      | 100s    | 50s     |
| --------------- | ---------- | ------- | ------- | ------- | ------- | ------- | ------- | ------- |
| Molly Hide      | England    | 3       | 6       | 285     | 57,00   | 124*    | 1       | 2       |
| Betty Wilson    | Australien | 3       | 5       | 268     | 53,60   | 111     | 1       | 1       |
| Amy Hudson      | Australien | 3       | 5       | 185     | 46,25   | 81*     | 0       | 2       |
| Myrtle Maclagan | England    | 3       | 6       | 153     | 25,50   | 77      | 0       | 1       |
| Una Paisley     | England    | 3       | 4       | 143     | 35,75   | 46      | 0       | 0       |
| Bowling         |            |         |         |         |         |         |         |         |
| Spieler         | Mannschaft | Spiele  | Overs   | Wickets | Average | BBI     | 5W      | 10W     |
| Betty Wilson    | Australien | 3       | 147.0   | 16      | 12,62   | 6/23    | 1       | 0       |
| Norma Whiteman  | Australien | 3       | 104.0   | 9       | 18,77   | 4/33    | 0       | 0       |
| Myrtle Maclagan | England    | 3       | 110.0   | 9       | 28,22   | 4/67    | 0       | 0       |
| Amy Hudson      | Australien | 3       | 35.1    | 8       | 19,75   | 3/9     | 0       | 0       |
| Myrtle Baylis   | Australien | 3       | 115.0   | 7       | 21,42   | 2/22    | 0       | 0       |

## Test in Neuseeland

### Stadien
Das folgende Stadion wurde für die Tour ausgewählt.
| Stadion   | Stadt    | Kapazität | Spiele   |
| --------- | -------- | --------- | -------- |
| Eden Park | Auckland |           | 1. WTest |

### Kaderlisten
Die folgenden Kader kamen bei der Tour zum Einsatz.
| WTest | WTest |
| Neuseeland | England |
| --- | --- |
| - Ina Lamason (K) - Dot Bailey - Peg Batty - Esther Blackie (wk) - Phyl Blackler - Vera Burt - Joan Francis - Grace Gooder - Joan Hatcher - Joy Lamason - Una Wickham | - Molly Hide (K) - Mary Duggan - Mary Johnson - Megan Lowe - Myrtle Maclagan - Dorothy McEvoy - Grace Morgan (wk) - Cecilia Robinson - Hazel Sanders - Eileen Whelan - Wilkie Wilkinson |

### WTest in Auckland
| 16. – 18. Februar Scorecard | Auckland | England 204 (103.2) & 164-7d (73) | – | Neuseeland 61 (55.2) & 122 (86.3) |
|                             |          | Remis                             |   |                                   |

England gewann den Münzwurf und entschied sich als Schlagmannschaft zu beginnen. Für sie bildeten die Eröffnungs-Batterinnen Myrtle Maclagan und Cecilia Robinson eine Partnerschaft. Maclagan schied nach 15 Runs aus und nachdem Wilkie Wilkinson 13 Runs erreichte verlor auch Robinson kurz darauf nach 25 Runs ihr Wicket. Daraufhin bildeten Grace Morgan und Hazel Sanders eine Partnerschaft. Morgan schied nach 37 Runs aus und wurde durch Megan Lowe ersetzt. Sanders verlor dann ihr Wicket nach einem Fifty über 54 Runs und Lowe nach 25 Runs, bevor das Innings mit einer Vorgabe von 205 Runs endete. Beste neuseeländische Bowlerin war Grace Gooder. Für Neuseeland etablierte sich die dritte Schlagfrau Ina Lamason, bevor der Tag beim Stand von 4/1 endete. Nach einem Ruhetag fand Lamason jedoch mit Joan Francis nur eine Partnerin die 19 Runs erreichte, bevor das Innings mit einem Rückstand von 143 endete. Lamason erreichte dabei 14* Runs. Beste englische Bolwerinnen waren Dorothy McEvoy mit 5 Wickets für 23 Runs und Mary Johnson mit 4 Wickets für 18 Runs. In ihrem zweiten Innings konnte sich Myrtle Maclagan etablieren und an ihrer Seite erreichten Molly Hide 13 und Mary Duggan 18 Runs, bevor sie nach 47 Runs selbst ausschied. Daraufhin bildeten Hazel Sanders und Megan Lowe eine weitere Partnerschaft. Lowe schied nach 25 Runs aus und wurde durch Mary Johnson gefolgt. Sanders und Johnson beendeten dann den tag bei Stand von 164/7. Am nächsten Tag deklarierten sie das Innings mit einem Vorsprung von 308 Runs und Sanders hatte bis dahin 26* und Johnson 14* Runs erreicht. Beste neuseeländische Bolwerinnen mit jeweils zwei Wickets waren Phyl Blackler (für 16 Runs), Joy Lamason (für 23 Runs) und Grace Gooder (für 31 Runs). Für Neuseeland erreichte Ina Lamason zunächst 15 Runs, bevor sich Una Wickham etablierte. Nachdem Joy Lamason 19 Runs erzielte, fand Wickham mit Esther Blackie eine weitere Partnerin. Wickham schied nach 34 Runs aus und wurde gefolgt durch Grace Gooder, die das letzte Wicket des Innings nach 11 Runs verlor. Blackie hatte bis dahin 13* Runs erzielt, was jedoch nicht ausreichte, um die Vorgabe zu gefährden. Beste englische Bowlerinnen waren Mary Duggan mit 3 Wickets für 21 Runs und Molly Hide mit 3 Wickets für 28 Runs.

### Statistiken
Die folgenden Cricketstatistiken wurden bei dieser Tour erzielt.
| Tests           | Tests      | Tests   | Tests   | Tests   | Tests   | Tests   | Tests   | Tests   |
| Batting         | Batting    | Batting | Batting | Batting | Batting | Batting | Batting | Batting |
| Spieler         | Mannschaft | Spiele  | Innings | Runs    | Average | HS      | 100s    | 50s     |
| --------------- | ---------- | ------- | ------- | ------- | ------- | ------- | ------- | ------- |
| Hazel Sanders   | England    | 1       | 2       | 80      | 80,00   | 54      | 0       | 1       |
| Myrtle Maclagan | England    | 1       | 2       | 62      | 31,00   | 47      | 0       | 0       |
| Megan Lowe      | England    | 1       | 2       | 50      | 25,00   | 25      | 0       | 1       |
| Grace Morgan    | England    | 1       | 2       | 44      | 22,00   | 37      | 0       | 0       |
| Una Wickham     | Neuseeland | 1       | 2       | 37      | 18,50   | 34      | 0       | 0       |
| Bowling         |            |         |         |         |         |         |         |         |
| Spieler         | Mannschaft | Spiele  | Overs   | Wickets | Average | BBI     | 5W      | 10W     |
| Grace Gooder    | Neuseeland | 1       | 39.2    | 8       | 9,12    | 6/42    | 1       | 0       |
| Dorothy McEvoy  | England    | 1       | 43.2    | 6       | 8,83    | 5/23    | 0       | 0       |
| Mary Johnson    | England    | 1       | 36.0    | 5       | 5,20    | 4/18    | 0       | 0       |
| Myrtle Maclagan | England    | 1       | 22.0    | 3       | 5,33    | 2/8     | 0       | 0       |
| Mary Duggan     | England    | 1       | 22.0    | 3       | 7,00    | 3/21    | 0       | 0       |
| Molly Hide      | England    | 1       | 9.3     | 3       | 9,33    | 3/28    | 0       | 0       |
| Phyl Blackler   | Neuseeland | 1       | 24.0    | 3       | 11,00   | 2/16    | 0       | 0       |
| Una Wickham     | Neuseeland | 1       | 26.0    | 3       | 19,33   | 2/33    | 0       | 0       |
| Joy Lamason     | Neuseeland | 1       | 32.0    | 3       | 23,66   | 2/23    | 0       | 0       |

## Nach der Tour
Die Spielerinnen der englische Mannschaft hatten für die Tour hohe Ausgaben getätigt und gründeten daher ein Gambling Committee. Auch verdienten sie weitere Finanzmittel durch das singen in Kirchen.